# Lars Hänel
Lars Hänel (* 27. November 1985) ist ein ehemaliger deutscher Skilangläufer.
Lars Hänel (* 27. November 1985) ist ein ehemaliger deutscher Skilangläufer.
Hänel war Sportsoldat der Bundeswehr und lebt in Oberwiesenthal. Er trat für den WSC Erzgebirge Oberwiesenthal an und gab sein internationales Debüt im Jahr 2003 bei Wettbewerben des Continental Cups. Bei den Junioren-Weltmeisterschaften 2004 in Stryn belegte er den siebten Platz im Sprint. Sein erster Weltcup-Einsatz erfolgte im Februar 2005 bei einem Sprint in Reit im Winkl, wo er Rang 67 erreichte. 
Im darauffolgenden Jahr nahm er erneut an den Junioren-Weltmeisterschaften 2005 im finnischen Rovaniemi teil und belegte den 26. Platz im Sprint. Bei den deutschen Meisterschaften desselben Jahres erreichte er im Sprint den achten Rang. Sein bestes Ergebnis im Weltcup erzielte Hänel in der Saison 2007/08, als er gemeinsam mit seinem Bruder Erik Hänel im Teamsprint den 25. Platz belegte und damit erstmals Weltcuppunkte sammelte. Sein letztes Weltcuprennen bestritt er am 5. Dezember 2009, als er im Sprint in Düsseldorf den 51. Platz erreichte. 
Nach dem Ende seiner internationalen Karriere nahm er noch mehrere Jahre an unterklassigen Wettbewerben teil. Ab 2013 startete er sporadisch beim Engadin Skimarathon, zuletzt im Jahr 2017.
Nach seinem Studium ist Hänel als Trainer beim WSC Erzgebirge Oberwiesenthal tätig.